# Coelorinchus kaiyomaru
Coelorinchus kaiyomaru es una especie de pez de la familia Macrouridae en el orden de los Gadiformes.

## Morfología
• Los machos pueden llegar alcanzar los 43 cm de longitud total.

## Alimentación
Come decápodos, gastròpodes y poliquetos.

## Hábitat
Es un pez de aguas profundas que vive entre 625-1150 m de profundidad.

## Distribución geográfica
Se encuentran en Nueva Zelanda, Tasmania y las Islas Malvinas.